# Benny Parsons

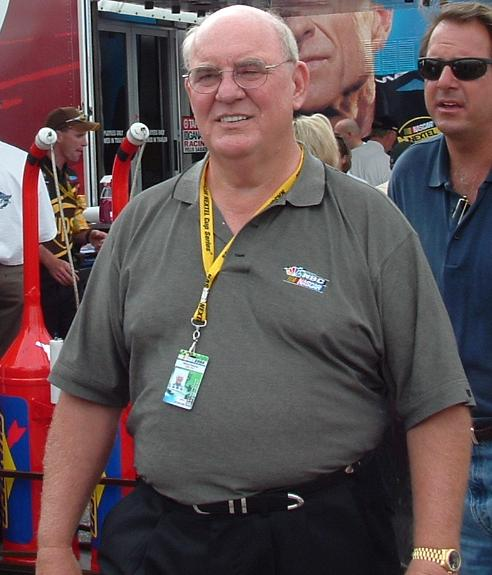
Benny Parsons

Benjamin Stewart Parsons (* 12. Juli 1941 in Wilkes County, North Carolina; † 16. Januar 2007 in Charlotte, North Carolina) war ein US-amerikanischer NASCAR-Fahrer. Nach Ende seiner Rennfahrerlaufbahn war er für verschiedene Sender als Motorsportkommentator tätig. Seine größten Erfolge waren der Gewinn des Winston Cup im Jahre 1973 sowie im Jahre 1975 der Sieg im prestigeträchtigen Daytona 500 auf dem Daytona International Speedway. Wegen seiner trockenen Kommentare und seines lässigen Auftretens wurde er auch oft The Professor genannt.

## Leben
Seine Kindheit verbrachte er in den Blue Ridge Mountains in North Carolina. Nach der Schulzeit zog er nach Detroit, Michigan, wo sein Vater ein Taxiunternehmen führte. Vor seinem Debüt als NASCAR-Fahrer arbeitete er in einer Tankstelle und als Taxifahrer. Auch sein jüngerer Bruder Phil Parsons (der in Detroit zur Welt gekommen war) war als Rennfahrer aktiv und gewann ein Cup- und zwei Busch-Series-Rennen.
1964 fuhr er ein NASCAR-Rennen als Teamkollege des jungen Cale Yarborough im renommierten Holman-Moody-Team. 1968 und 1969 wurde er jeweils Meister in der ARCA Racing Series, der Stock Car-Rennserie einer kleineren Organisation. 1969 gelangte er bei vier Starts in NASCAR-Rennen dreimal unter die ersten Zehn.
1970 fuhr er erstmals die komplette Saison und konnte in 45 Rennen im Team von L.G. DeWitt 23 Top-10-Platzierungen und den achten Platz in der Meisterschaft erreichen. Im darauffolgenden Jahr erzielte er bei 35 Starts zehn Top-10-Platzierungen und den elften Platz in der Meisterschaft, konnte aber auch seinen ersten Sieg feiern. 1972 errang er bei 35 Starts 19 Top-10-Platzierungen und beendete die Meisterschaft auf dem fünften Platz.
1973 endlich schaffte er es, mit nur einem Sieg – aber mit 21 Top-10-Platzierungen bei 28 Rennen – die NASCAR-Meisterschaft zu gewinnen. Die meisten Siege (11) in dieser Saison hatte zwar David Pearson erreicht, der aber nur bei 18 Rennen an den Start gegangen war und deshalb aufgrund des Punkteschemas keine Chance auf den Titel hatte. Im entscheidenden Rennen auf dem North Carolina Speedway in Rockingham, North Carolina, schaffte es die Boxencrew von Parsons mit Hilfe vieler anderer Teams (die den Außenseiter unterstützten), den nach einem Unfall in der 13. Runde beschädigten Wagen wieder soweit flott zu machen, dass er noch den 29. Platz erreichen konnte. Da der favorisierte Dauersieger Richard Petty mit Motorschaden nur als 35. gewertet wurde, sicherte sich Parsons den Titel; Petty wurde in der Meisterschaft sogar noch von Cale Yarborough, Cecil Gordon und James Hylton überholt und fiel auf den fünften Platz zurück.
Da das Jahr 1973 auch den Beginn der Neuzeit bei NASCAR markiert (Begrenzung auf weniger Rennen – nur noch 28 statt wie vorher über 40, geändertes Punktesystem), wird Benny Parsons auch als der erste Meister der Neuzeit angesehen. Auch ist er der einzige Fahrer, der sowohl bei ARCA als auch bei NASCAR den Titel holen konnte.
In den Jahren 1974 bis 1980 beendete er die Meisterschaft jeweils auf Plätzen zwischen drei und fünf. 1975 feierte er beim Daytona 500 seinen größten Sieg.
1979 wechselte er in das Team von M.C. Anderson, wo er 1980 das längste Rennen der Saison, das World 600 in Charlotte, North Carolina gewann.
1981 startete er für das Team vom Bud Moore und wurde mit Siegen in Nashville und beim letzten Rennen auf dem Texas World Speedway Zehnter in der Meisterschaft.
Im Team von Harry Ranier konnte er 1982 für das Winston 500 auf dem Talladega Superspeedway als Erster überhaupt eine Qualifikationsrunde mit einer Durchschnittsgeschwindigkeit von über 200 Meilen pro Stunde erreichen. Die zweite Saisonhälfte bestritt er für vier andere Teams.
In den darauffolgenden Jahren fuhr Parsons im Team von Johnny Hayes nicht mehr die ganze Saison, sondern nur etwa die Hälfte der Rennen. Seinen letzten Sieg feierte er 1984 beim Coca-Cola 500 in Atlanta.
Eine Art Comeback mit mehreren Platzierungen unter den ersten Fünf hatte Parsons 1987, als er einige Rennen im Team von Hendrick Motorsports als Ersatz für den an AIDS erkrankten Tim Richmond bestritt.
Seine letzte Saison fuhr er 1988 für das Team von Junie Donlavey.
Noch während seiner aktiven Laufbahn begann Parsons, für ESPN und TBS als Boxenreporter zu arbeiten. Nach seinem Rückzug als Fahrer wurde er Reporter, zunächst für ESPN, dann für NBC und TNT. Für seine Arbeit erhielt er auch verschiedene Auszeichnungen.
Nachdem er im Sommer 2006 Probleme beim Atmen bekommen hatte, wurde bei ihm Lungenkrebs festgestellt. Später teilte er mit, dass die Behandlung Erfolg gehabt hätte und wieder völlig gesund sei. Als erneut Atemprobleme auftraten hieß es, die Bestrahlung hätte seinen linken Lungenflügel geschädigt. Die Ärzte sagten, der Körper würde sich auf den gesunden Lungenflügel umstellen. Das Rauchen hatte Parsons 1978 aufgegeben.
Am 26. Dezember 2006 wurde er erneut ins Krankenhaus eingeliefert und auf der Intensivstation des Carolinas Medical Center in Charlotte, NC wegen Komplikationen in Zusammenhang mit Lungenkrebs behandelt. Dort ist er am 16. Januar 2007 verstorben.

## Statistik

### Sebring-Ergebnisse
| Jahr | Team                         | Fahrzeug          | Teamkollege   | Teamkollege  | Platzierung | Ausfallgrund |
| ---- | ---------------------------- | ----------------- | ------------- | ------------ | ----------- | ------------ |
| 1976 | BMW Motorsport North America | BMW 3.0 CSL       | David Hobbs   |              | Ausfall     | Defekt       |
| 1986 | Texas Enterprises US Tobacco | Oldsmobile Calais | Terry Labonte | Phil Parsons | Ausfall     | Unfall       |